# Sujitra Ekmongkolpaisarn
Sujitra Ekmongkolpaisarn (Thai: สุจิตรา เอกมงคลไพศาล; * 17. Juni 1977 in Bangkok) ist eine ehemalige thailändische Badmintonspielerin. 

## Sportliche Karriere
2000 startete Sujitra Ekmongkolpaisarn im Dameneinzel und Damendoppel bei Olympia. Im Doppel war sie mit Saralee Thungthongkam am Start und wurde Neunte. Im Einzel reichte es nur zu Platz 33.
National siegte sie erstmals bei den thailändischen Meisterschaften 1998 im Dameneinzel, vier weitere Einzeltitel folgten in Serie bis 2002. Im Damendoppel gewann sie ihren einzigen Titel 1999 mit Saralee Thungthongkam. 
1998 gewann sie Bronze bei den Asienspielen, 2001 siegte sie bei den Hong Kong Open. Bei den Indonesia Open 2002 unterlag sie im Finale des Damendoppels und bei der Weltmeisterschaft 1999 war im Achtelfinale Endstation.

## Referenzen
- Sujitra Ekmongkolpaisarn in der Datenbank von Olympedia.org (englisch)

| Personendaten    | Personendaten                    |
| ---------------- | -------------------------------- |
| NAME             | Ekmongkolpaisarn, Sujitra        |
| ALTERNATIVNAMEN  | สุจิตรา เอกมงคลไพศาล               |
| KURZBESCHREIBUNG | thailändische Badmintonspielerin |
| GEBURTSDATUM     | 17. Juni 1977                    |
| GEBURTSORT       | Bangkok                          |